# Odaïr Fortes
Odaïr Fortes (ur. 31 marca 1987 w Prai) – kabowerdeński piłkarz występujący na pozycji pomocnika. Zawodnik klubu Stade de Reims.

## Kariera klubowa
Fortes karierę rozpoczynał w 2004 roku w zespole Sporting Clube Praia. W 2005 roku przeszedł do francuskiego amatorskiego klubu UJA Alfortville. W 2008 roku trafił do klubu Stade de Reims z Ligue 2. W tych rozgrywkach zadebiutował 1 sierpnia 2008 roku w przegranym 1:3 pojedynku z Angers SCO. W 2009 roku spadł z zespołem do Championnat National, ale w 2010 roku wrócił z nim do Ligue 2. 6 sierpnia 2010 roku w zremisowanym 1:1 spotkaniu ze Stade Lavallois strzelił pierwszego gola w Ligue 2.
| Sezon   | Klub           | Kraj    | Rozgrywki | Mecze | Bramki | Rozgrywki Europy | Mecze | Bramki |
| ------- | -------------- | ------- | --------- | ----- | ------ | ---------------- | ----- | ------ |
| 2008/09 | Stade de Reims | Francja | Ligue 2   | 23    | 0      | –                | –     | –      |
| 2009/10 | Stade de Reims | Francja | National  | 38    | 7      | –                | –     | –      |
| 2010/11 | Stade de Reims | Francja | Ligue 2   | 34    | 5      | –                | –     | –      |
| 2011/12 | Stade de Reims | Francja | Ligue 2   | 25    | 2      | –                | –     | –      |
| 2012/13 | Stade de Reims | Francja | Ligue 1   | 23    | 3      | –                | –     | –      |
| 2013/14 | Stade de Reims | Francja | Ligue 1   | 35    | 4      | –                | –     | –      |
| 2014/15 | Stade de Reims | Francja | Ligue 1   | 16    | 0      | –                | –     | –      |

Stan na: 14 grudnia 2014 r.

## Kariera reprezentacyjna
W reprezentacji Republiki Zielonego Przylądka Fortes zadebiutował w 2010 roku.